# Carlos Mena
Carlos Mena est un contreténor espagnol né en 1971 à Vitoria-Gasteiz au Pays basque. Il est le frère du chef d'orchestre Juanjo Mena.

## Biographie
Carlos Mena a obtenu son diplôme à la Schola Cantorum Basiliensis de Bâle, avec spécialisation en musique baroque et de la Renaissance. Il a notamment étudié avec Richard Levitt et René Jacobs.
En qualité de soliste, il a travaillé avec de nombreux ensembles renommés tels que Al Ayre Español, l'Ensemble Gilles Binchois, Il Seminario Musicale, le Ricercar Consort, La Capella Reial de Catalunya, Hespèrion XX ou Orphenica Lyra. Avec ces ensembles ou en récital, il se produit dans des salles prestigieuses telles que le Théâtre Royal de la Monnaie de Bruxelles, la Konzerthaus de Vienne, le Teatro Colón de Buenos Aires, l'Alice Tully Hall de New York, le Kennedy Center de Washington, DC, le Suntory Hall et le City Opera Hall de Tokyo, l'Osaka Symphony Hall, l'Opéra de Sydney, le Concert Hall de Melbourne ou la Philharmonie de Berlin.
A l'opéra, il se produit dans Radamisto de G. F. Haendel (Radamisto) à la Felsenreitschule de Salzbourg, à la Konzerthaus de Dortmund, au Musikverein de Vienne ainsi qu'au Concertgebouw d'Amsterdam, dans l'Orfeo de Monteverdi (Speranza) au Staatsoper de Berlin, dans Il Trionfo de Haendel (Disinganno) au Grosses Festspielhaus de Salzbourg, dans Europera V de Cage au Festival van Vlaanderen, dans Midsummer Night's Dream de Britten (Oberon), dans El viaje a Simorgh de Sánchez Verdú au Teatro Real de Madrid, dans Death in Venice de Britten au Gran Teatro del Liceu de Barcelone et dans Ascanio in Alba de Mozart (Ascanio) au Barbican Center de Londres.
Carlos Mena se produit également dans d'autres répertoires tels le lied (Stravinsky, Britten, Orff, Bernaola, Benjamin, Liszt, Vaughan Williams, Cage...) ou le crossover classique/jazz avec l'ensemble Disfonik Orchestra. Il a enseigné le chant à la biologiste et chanteuse canadienne Cassandra Extavour.

## Distinctions
- 2002 : Diapason d'Or de l'année pour De Aeternitate (Mirare, avec le Ricercar Consort)
- 2004 : CD Compact de l'année pour son récital Et Iesum (Harmonia Mundi)

## Discographie
Carlos Mena enregistre pour Alia Vox, Alpha, Archiv, Glossa, IBS Classical, Harmonia Mundi, Mirare, Naïve, Passacaille Records, Ricercar.
- 1999 : Miguel de Fuenllana  : Orphénica Lyra, 1554 – Núria Rial, Carlos Mena, Orphénica Lyra, José Miguel Moreno (Glossa)
- 1999 : El Cant de La Sibilla Mallorca - València (1400-1560) – Montserrat Figueras, Jordi Savall, La Capella Reial de Catalunya (Alia Vox AV9806)
- 1999 : Biber, Missa Bruxellensis – Letizia Scherrer, Regula Konrad, Pascal Bertin, Carlos Mena, Lambert Climent, Francesc Garrigosa, Daniele Carnovich & Yves Bergé, Jordi Savall, La Capella Reial de Catalunya, Le Concert des Nations (Alia Vox AV9808)
- 2001 : Lágrimas corriendo Canciones con vihuela en la España del siglo XVI – Carlos Mena, Juan Rivera (Almaviva, 2001) — Miguel de Fuenllana et Alonso Mudarra.
- 2001 : Alfons V El Magnanim 1396 - 1458, El Cancionero de Montecassino, Chansons sacrées et profanes du XVe siècle. Montserrat Figueras, Jordi Savall, La Capella Reial de Catalunya (Alia Vox 9816)
- 2002 : Vespro a voce sola – Carlos Mena, Ensemble La Fenice, Jean Tubéry (Naïve) — Claudio Monteverdi, Chiara Margarita Cozzolani, Tarquinio Merula. Orazio Tarditi, Alessandro Grandi et Adriano Banchieri.
- 2003 : Henry Du Mont, Grands Motets – Carlos Mena, Arnaud Marzorati, Stephan MacLeod, Philippe Pierlot, Namur Chamber Choir, Ricercar Consort (Ricercar)
- 2004 : Bach, De Occulta Philosophia – Carlos Mena, Emma Kirkby, José Miguel Moreno (Glossa)
- 2004 : De Aeternitate : Cantates – Carlos Mena, Philippe Pierlot, Ricercar Consort (Mirare) — Johann Christoph Bach, Johann Michael Bach, Christoph Bernhard, Johann Caspar Ferdinand Fischer, Christian Geist, Nikolaus Hasse, Melchior Hoffmann, Johann Adam Reincken et Christian Spahn.
- 2005 : Bach, Actus Tragicus – Carlos Mena, Katherine Fuge, Jan Kobow, Philippe Pierlot, Ricercar Consort (Mirare)
- 2005 : La Cantada Española en América – Carlos Mena, Eduardo López Banzo, Al Ayre Español (Harmonia Mundi) — José de Nebra, José de Torres et anonymes.
- 2005 : Enríquez de Valderrábano, Silva de sirenas – Carlos Mena, Armoniosi Concerti (Harmonia Mundi)
- 2005 : Pergolese, Stabat Mater – Carlos Mena, Núria Rial, Philippe Pierlot, Ricercar Consort (Mirare)
- 2005 : Vivaldi, Stabat Mater – Carlos Mena, François Fernandez, Marc Hantaï, Philippe Pierlot, Ricercar Consort (Mirare)
- 2007 : Mélodies Basques : Paisajes del Recuerdo ; Carmelo Bernaola, Tres canciones de Segovia ; Aita Donostia, Baratza baten lor polit bat. Lullabies. Gabriel Erkoreka (es), Azules. Francisco Escudero, Tres cantos vascos ; José María Franco, Diré tu nombre ; Jesús Guridi, Paysage. Melodías para canto y piano ; Francisco Ibáñez, Os miro antes de irme ; Andrés Isasi : 6 songs. Beltrán Pagola, Zortzico, José Uruñuela, Lieder Basko ; Emiliana de Zubeldia, Zortzico – Carlos Mena, Susana Garcia de Salazar, piano (Harmonia Mundi)
- 2007 : Francisco Javier - The Route to the Orient – Montserrat Figueras, Jordi Savall, Hespèrion XXI, La Capella Reial de Catalunya (Alia Vox AVSA9856)
- 2007 : Bach, Tombeau de Sa Majesté la Reine de Pologne – Carlos Mena, Jan Kobow, Stephan MacLeod, Francis Jacob, Katherine Fuge, Philippe Pierlot, Ricercar Consort (Mirare)
- 2008 : Codex Chantilly vol. 1 – Tetraktys : Jill Feldman, soprano ; Carlos Mena, ténor ; Marta Graziolino ; Silvia Tecardi ; Kees Boeke, flûte (12-15 février 2007, Olive Music) (OCLC 837467600)
- 2008 : Felice Sances, Stabat Mater – Carlos Mena, Philippe Pierlot, Ricercar Consort. Johann Heinrich Schmelzer, Johann Fux, Marco Antonio Ziani (Mirare)
- 2009 : Bach, Aus der Tieffen. Carlos Mena, Katharine Fuge, Hans-Jörg Mammel, Stephan MacLeod, Philippe Pierlot, Ricercar Consort (Mirare)
- 2009 : D. Scarlatti, Salve Regina – Carlos Mena, Nicolau de Figueiredo, Orquesta Barroca de Sevilla (OBS Prometeo)
- 2010 : Bach, Magnificat – Carlos Mena, Anna Zander, Hans-Jörg Mammel, Stephan MacLeod, Francis Jacob, Philippe Pierlot, Ricercar Consort (avril 2009, Mirare) (OCLC 1101905095)
- 2010 : Victoria, Et Jesum. Carlos Mena, Juan Carlos Rivera, Francisco Rubio Gallego (Harmonia Mundi)
- 2010 : Blow & Purcell, Odes & Songs – Carlos Mena, Damien Guillon, Philippe Pierlot, Ricercar Consort (Mirare)
- 2010 : Bach, Passio secundum Johannem – Maria Keohane, Helena Ek, Carlos Mena, Jan Börner, Hans-Jörg Mammel, Jan Kobow, Matthias Vieweg, Stephan MacLeod, Philippe Pierlot, Ricercar Consort (27/30 septembre 2010, Mirare) (OCLC 1101909567)
- 2012 : Bach, Missa 1733 – Eugénie Warnier (soprano), Anna Reinhold (soprano), Carlos Mena (alto), Emiliano Gonzalez-Toro (ténor), Konstantin Wolff (basse), Raphaël Pichon (dir.), Ensemble Pygmalion (21-25 novembre 2011, Alpha 188) (OCLC 906202468)
- 2013 : Zelenka, Gaude laetare ZWV 168 ; Missa Sanctissimae Trinitatis ZWV 17 – Gabriela Eibenová (soprano), Carlos Mena (alto), Makoto Sakurada (ténor), Adam Viktora (dir.), Ensemble Inégal, Prague Baroque Soloists (Nibiru 01572231) (OCLC 944082589)
- 2013 : Bach, In tempore nativitatis. Maria Keohane, Carlos Mena, Julian Prégardien, Stephan MacLeod, Philippe Pierlot, Ricercar Consort (Mirare)
- 2014 : Caldara, La concordia de Pianeti – Andrea Marcon, Daniel Behle, Veronica Cangemi, Alexandra Donose, Franco Fagioli, David Galoustov, Carlos Mena, La Certa (Archiv)
- 2016 : Carlos Mena & The Disfonik Orchestra : Under the Shadow, where classic meets jazz – Carlos Mena (alto), Ghalmia Senouci (alto), The Disfonik Orchestra, Jacques Beaud (dir.) (Mirare 300)
- 2019 : Buxtehude, Membra Jesu nostri – Maria Keohane et Hanna Bayodi, sopranos ; Carlos Mena, alto ; Jeffrey Thompson, ténor ; Matthias Vieweg, basse ; Ricercar Consort ; Philippe Pierlot (septembre 2018, Mirare) (OCLC 1099574409)
- 2019 : Cueurs Desolez (8-10 juin 2018, IBS) (OCLC 1128823006)
- 2021 Per voi ardo : Madrigaux italiens – Carlos Mena, contreténor ; Manuel Minguillón, vihuela (11-14 novembre 2019, IBS) (OCLC 1266390534)
- 2021 : Bach, Soli Deo gloria – Maria Keohane, soprano ; Carlos Mena, contreténor ; Julian Prégardien, ténor ; Matthias Vieweg, basse ; Bernard Foccroulle, orgue ; Collegium Vocale Gent ; Ricercar Consort, dir. Philippe Pierlot (Mirare) (OCLC 1255420431)
- 2021 : Pergolèse et Juan Francés de Iribarren, Contrafacta : Stabat mater & motets – Maria Espada, soprano ; Carlos Mena, contreténor ; Orquesta Barroca de Sevilla, dir. Enrico Onofri (octobre 2017, Passacaille Records) (OCLC 1336492974)